# Великий поход китайских коммунистов
Великий поход (кит. трад. 長征, упр. 长征, пиньинь Chángzhēng, палл. Чанчжэн) — переход армии китайских коммунистов (КПК) из южного Китая через труднодоступные горные районы в Яньаньский округ провинции Шэньси в 1934—1936 годах. Также известен, как Северо-западный поход. Протяжённость маршрута превысила 8000 км.
Великий поход представлял собой повсеместный отход коммунистов с занимаемых позиций и разрозненных контролируемых территорий, объединение отдельных коммунистических отрядов и закреплением в районе на стыке тогдашних провинций Шэньси, Ганьсу и Нинся, который контролировал коммунист Гао Ган.

## Причины Великого похода
К 1934 году гоминьдановские силы под руководством Чэнь Чэна окружили коммунистические районы в провинции Цзянси и начали готовиться к массированной атаке. В апреле 11 дивизий атаковали Центральный советский район с севера и после месяца боёв заняли Гуаньчан. Под угрозой оказался Жуйцзинь — столица Китайской Советской Республики. 
В мае на заседании секретариата временного Политбюро ЦК КПК было принято решение о перебазировании основных сил из Центрального советского района ввиду нависшей над ним угрозы со стороны гоминьдановских войск. Исполнительный комитет Коммунистического интернационала (ИККИ) одобрил это решение. Летом 1934 года по решению Секретариата ЦК КПК была создана «тройка» в составе Бо Гу, О. Брауна и Чжоу Эньлая для проведения всесторонней подготовки к прорыву окружения Центрального советского района и эвакуации ЦК КПК и правительства в более безопасный район.
В начале июля 1934 года Секретариат ЦК КПК, Совнарком советского правительства и Военно-революционный комитет отдали приказ 7-му армейскому корпусу Красной армии выступить на север в качестве «Авангарда борьбы с Японией» и создать в провинциях Фуцзянь, Чжэцзян, Цзянси и Аньхой многочисленные советские опорные базы для отвлечения сил Чан Кайши от Центрального советского района. 7 июля 7-й армейский корпус покинул Жуйцзинь и отправился на соединение с 10-й армией Фан Чжиминя на стыке провинций Чжэцзян, Цзянси и Аньхой. Однако из-за своей малочисленности и недостатка боеприпасов он не смог отвлечь на себя гоминьдановские силы. В начале 1935 года 10-я армия была полностью уничтожена, а Фан Чжиминь попал в плен и был казнён.
В первой декаде июля 1934 года 30 гоминьдановских дивизий начали наступление на Центральный советский район с шести направлений. Бо Гу и Отто Браун приняли решение о ведении на всех направлениях позиционной войны, однако превосходящие силы противника вынудили части Красной армии отступать вглубь Центрального советского района, неся тяжёлые потери.

## Обеспечение прорыва из окружения
15 июля 1934 года был опубликован Манифест Рабоче-крестьянской Красной армии Китая о походе на север для отпора Японии. Он был подписан председателем Центрального правительства Китайской Советской Республики Мао Цзэдуном, его заместителями Сян Ином и Чжан Готао, председателем Военно-революционного комитета Чжу Дэ и его заместителями Чжоу Эньлаем и Ван Цзясяном. В манифесте говорилось, что рабоче-крестьянская Красная армия Китая, отражающая пятую карательную кампанию Гоминьдана, направляет на Север для сопротивления Японии передовой отряд своих войск. В связи с войной против Японии выдвигались следующие задачи:
1. Решительно выступать против распродажи гоминьдановским правительством территориальных прав Китая, протестовать против китайско-японских прямых переговоров, против признания марионеточного Маньчжоу-го;
2. Немедленно объявить о разрыве дипломатических отношений с Японией, аннулировать все заключённые ранее секретные китайско-японские договоры и соглашения; объявить всеобщую мобилизацию всех сухопутных, военно-морских и военно-воздушных сил для ведения войны с Японией;
3. Вооружить весь народ страны, создать отряды волонтёров и партизан, которые приняли бы непосредственное участие в боевых действиях против Японии, оказать поддержку добровольческой армии Северо-Восточного Китая и авангардному отряду рабоче-крестьянской Красной армии, отправлявшемуся на Север для борьбы с Японией;
4. Конфисковать все капиталы и собственность японских разбойников и предателей Родины; прекратить платежи по всем китайско-японским займам;
5. Повсеместно широко создавать массовые народные антияпонские организации.

7 августа по приказу Военно-революционного комитета 6-я армейская группа 2-го фронта Красной армии, руководившаяся Жэнь Биши, выступила в Западный поход из советского района на стыке Хунани и Цзянси. В сентябре активизировалась подготовка к перебазированию из Жуйцзиня аппарата ЦК КПК и Военно-революционного комитета, определены маршруты следования — сначала в район провинции Хунань и западную часть провинции Хубэй на соединение со 2-м и 6-м армейскими корпусами Красной армии. Чжу Дэ, Чжоу Эньлаем, Ван Цзясяном и Сян Ином были разработаны приказы и инструкции о порядке эвакуации из Центрального советского района и о действиях остающихся там частей Красной армии. Одновременно Чжу Дэ и Чжоу Эньлай начали секретные переговоры с гуандунским губернатором Чэнь Цзитаном, которого Чан Кайши назначил главнокомандующим армией южного направления, о заключении перемирия. В начале октября 1934 года Чжоу Эньлай направил двух своих представителей для переговоров с представителями Чэнь Цзитана, в ходе которых было достигнуто соглашение по следующим пунктам:
1. Немедленное прекращение военных действий и враждебного противостояния;
2. Отмена блокады и установление свободы взаимного передвижения;
3. Обмен взаимной разведывательной информацией;
4. Красная армия получает возможность в северной части провинции Гуандун создать тыловой госпиталь;
5. С целью облегчения транспортных связей обе стороны отводят свои войска от передовой на расстояние 20 ли (10 км).

Это соглашение открывало для Красной армии возможность успешного прорыва первой линии вражеского окружения Центрального советского района.

## Выход Красной армии из Центрального советского района

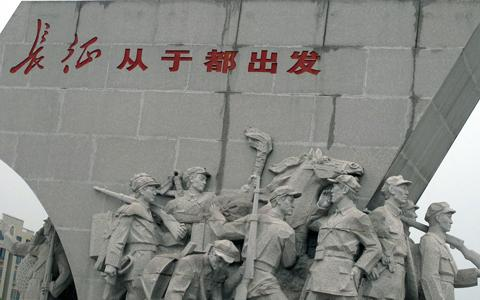
Памятник в месте начала Великого похода

ЦК КПК и Военно-революционный комитет приняли решение о создании Бюро ЦК КПК во главе с секретарём ЦК Сян Ином и командующим войсками Чэнь И для продолжения работы в Центральном советском районе; после эвакуации основного состава ЦК здесь оставались также 24-я дивизия Красной армии и местные войска численностью более 16 тысяч человек. Вечером 10 октября 1934 года ЦК КПК, Военно-революционный комитет и 1, 3, 5, 8 и 9-я армейские группы Красной армии (всего 86 тысяч человек) оставили Жуйцзинь и направились в Западную Хунань. Предварительно Чжоу Эньлай организовал изучение маршрута движения колонн, ремонт и наведение мостов на пути следования частей по территории Центрального советского района. 16 октября 1934 года основные части Красной армии переправились через реку Юду в южной части провинции Цзянси.
18 октября Чан Кайши, получив сообщение о продвижении Красной армии Центрального советского района в западном направлении, приказал Чэнь Цзитану, Хэ Цзяню и Бай Чунси укрепить оборонительные линии на стыке провинций Гуандун и Цзянси, в Хунани и на севере Гуанчжоу. По данным разведки Красной армии, наиболее слабым звеном в системе блокгаузов и оборонительных линий, возведённых Гоминьдановцами, был участок на границе провинций Хунань-Гуандун-Гуанси, хотя и там имелись четыре хорошо укреплённых оборонительных пояса, расположенных на расстоянии 50-60 км друг от друга.
Ночью 21 октября 1934 года войска 1-го и 3-го фронтов Красной армии прошли первую линию блокады, и следовавшая за ними колонна покинула территорию Центрального советского района. Так начался Великий поход китайской Красной армии.
Успешный прорыв первой линии обороны был осуществлён на юго-западе Цзянси на участке, который обороняла дивизия 1-й гуандунской армии. По свидетельству Г. Солсбери, в результате переговоров, организованных Чжоу Эньлаем с представителями гуандунского губернатора Чэнь Цзитана, Красная армия

прошла по территории Гуандуна почти как туристы на прогулке. Гуандунские войска смотрели в другую сторону. Красная армия получила отличную информацию. Она теперь знала, что ожидать и где находится противник… Было достигнуто соглашение и с гуансийскими милитаристами, которые предоставили Красной армии «коридор» в северо-восточной части Гуанси, с тем чтобы коммунисты поскорее ушли от них подальше… Красная армия располагала исключительно ценным секретным достоянием. Она могла расшифровывать и читать каждое сообщение националистов… Заслуга в этом во многом принадлежит Чжоу Эньлаю. Начиная с 1930 года, когда он отвечал в партии за безопасность и находился в тесных отношениях с Москвой, он договорился об обучении китайских специалистов в области радиотехники и криптографии, шифрования и дешифрования в Советском Союзе, и благодаря этому командование Красной Армии расшифровывало все приказы гоминьдановского правительства, передававшиеся по радио войскам, и соответствующим образом учитывало складывающуюся обстановку.

Дальнейший марш осуществлялся в направлении к границе провинций Хунань и Цзянси, где располагалась вторая линия укреплений, которая была прорвана войсками 3-го фронта Красной армии. Между тем войска 1-го фронта не смогли овладеть сильно укреплёнными горными перевалами и, отклонившись от намеченного маршрута, были вынуждены повернуть назад и присоединиться к центральной колонне.
Основной части центральной колонны благодаря форсированному маршу удалось 13-15 ноября прорвать третью линию гоминьдановских укреплений на ещё не достроенном участке Ухань-Гуанчжоуской железной дороги, который обороняли хунаньские войска.
На последнем этапе прорыва части красной армии понесли от преследовавших их гоминьдановских войск и авиации наиболее ощутимые потери (особенно при переправе через реку Сян, начавшейся 27 ноября и затянувшейся до 1 декабря). Из 80 с лишним тысяч человек осталось 30 тысяч.
Через два месяца после начала похода частям Красной армии удалось, проделав более 500 км по труднопроходимым горным дорогам, прорвать последнюю — четвёртую — полосу вражеских укреплений, которые немецкие советники Чан Кайши считали неприступными.
С 4 по 6 декабря продвижение Красной армии проходило по территории, населённой народностью мяо, враждебно относившейся к китайцам. Местные жители поджигали дома, в которых останавливались на отдых подразделения Красной армии.

## Разногласия в руководстве ЦК КПК

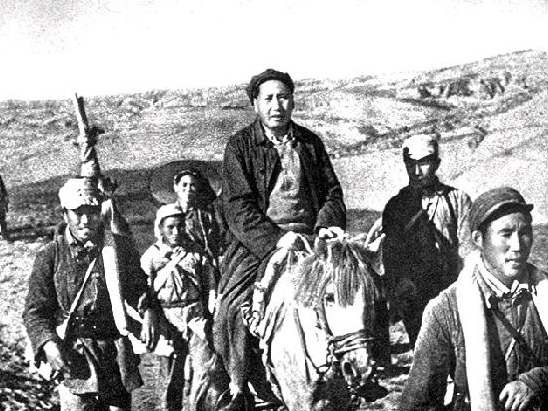
Мао Цзэдун во время Великого похода

В первой декаде декабря среди руководящих деятелей ЦК КПК — участников похода начались серьёзные разногласия по вопросу военной тактики и управления войсками. Мао Цзэдун, Ван Цзясян и Чжан Вэньтянь подвергли критике действия членов Военного комитета Бо Гу, О. Брауна и Чжоу Эньлая по отражению пятой карательной кампании Гоминьдана и стиль руководства походом. Они предложили Чжоу Эньлаю разработать план движения основной колонны на Гуйчжоу, где местные войска были слабыми, с целью создания опорной советской базы на границе Гуйчжоу и Сычуани.
12 декабря 1934 года на совещании в Тундао Чжоу Эньлай поддержал это предложение, однако О. Браун и Бо Гу настаивали на продолжении движения в Западную Хунань. 17 декабря Красная армия захватила Липин. 18 декабря Политбюро ЦК КПК приняло решение отказаться от плана создания советского района в Западной Хунани и отойти в Гуйчжоу, дать войскам отдых в районе Цзуньи. 1 января 1935 года на совещании Политбюро ЦК КПК было решено вывести О. Брауна из состава Военного комитета за допущенные им ошибки в руководстве военными действиями.

## Совещание в Цзуньи

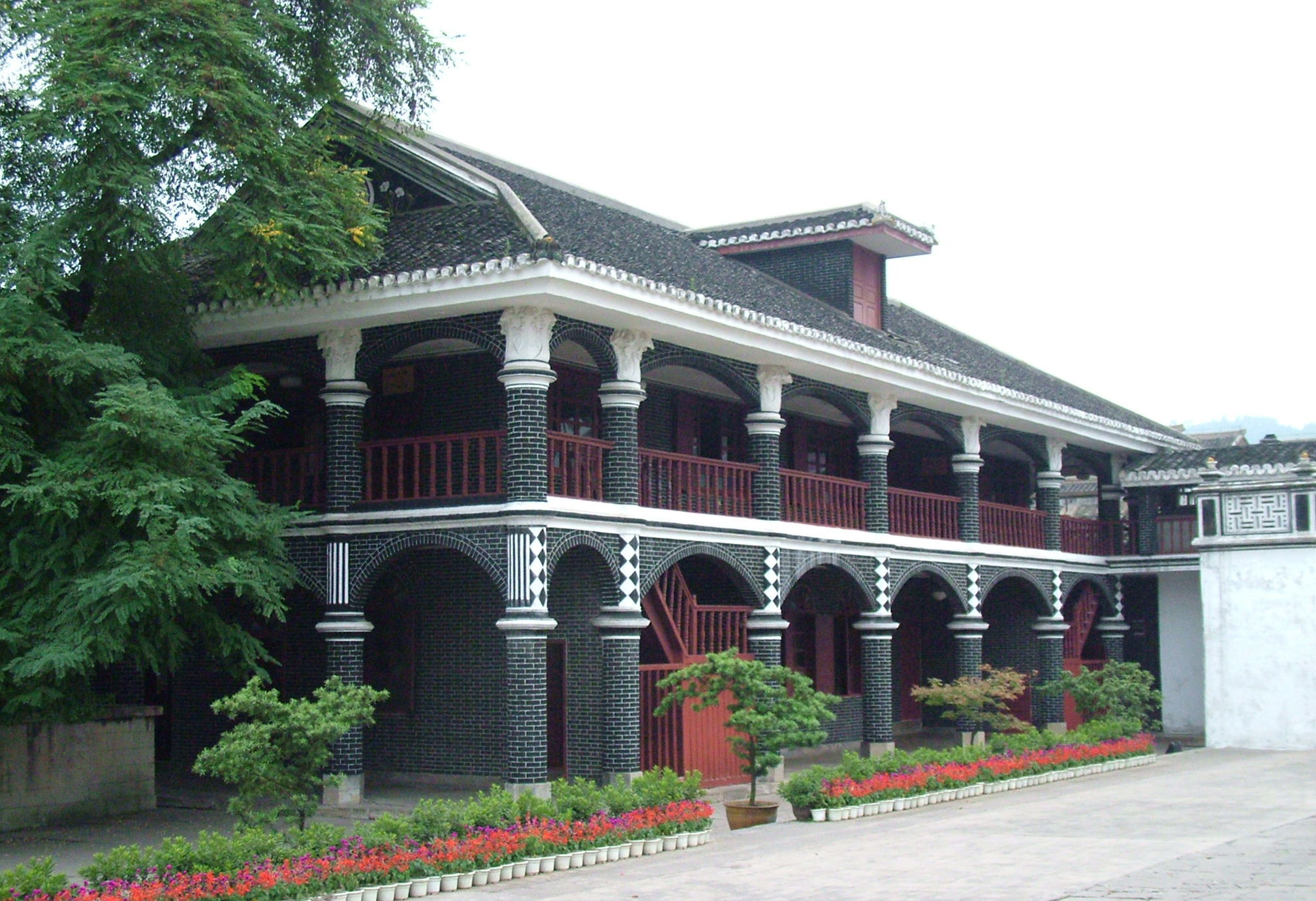
Место проведения совещания в Цзуньи

От Липина центральная колонна двинулась на Цзуньи и, совершив 300-километровый переход, 7 января 1935 года овладела этим крупным торговым городом. Жители Гуйчжоу радушно принимали Красную армию. Пополнив свои ряды, сделав большие запасы оружия, боеприпасов и продовольствия, армия получила возможность использовать двухнедельную передышку и подготовиться к продолжению похода. Центральная колонна Красной армии в Цзуньи теперь насчитывала около 45 тысяч человек (из них только 30 тысяч кадровых войск); весь состав вспомогательных соединений был включён в боевые части.
На расширенном совещании Политбюро ЦК КПК с участием командных и политических кадров Красной армии и представителей советского правительства, состоявшемся 7-8 января 1935 года в Цзуньи, Мао Цзэдун и его сторонники подвергли резкой критике военные планы похода, за разработку и осуществление которых несли ответственность члены Военного комитета (Бо Гу, О. Браун и Чжоу Эньлай). Членов Военного комитета и особенно О. Брауна критиковали за авторитарные, не учитывающие мнение опытных военачальников Красной армии и местные условия, методы руководства походом, за слишком большой обоз. Чжоу Эньлай, который председательствовал на совещании, признал свои ошибки и полностью согласился с критикой.
Дальнейшее руководство походом перешло к Мао Цзэдуну, занявшему пост главного политического комиссара Красной армии и вошедшему в состав Политбюро ЦК КПК. Чжу Дэ и Чжоу Эньлай наряду с Мао Цзэдуном стали членами Военного комитета. Чжоу Эньлай остался в составе Политбюро, а Бо Гу вскоре был заменён на посту генерального секретаря ЦК КПК Чжан Вэньтянем. В связи с прекращением радиосвязи с шанхайской станцией, захваченной гоминьдановцами, в Москву был направлен Чэнь Юнь, которому было поручено информировать Коминтерн о совещании в Цзуньи и о дальнейших планах похода. Ему удалось добраться до столицы СССР лишь в последний день работы VII конгресса Коминтерна летом 1935 года.

## Переправа через Янцзы и Даду
После отдыха, пополнения и переформирования в Цзуньи части Красной армии выступили на север, чтобы кратчайшим путём выйти к Янцзы, соединиться с 4-й армейской группой, руководившейся Чжан Готао и базировавшейся в советском районе провинции Сычуань. Однако Чан Кайши, несмотря на распри с сычуаньскими милитаристами, сумел перебросить свои войска (непосредственный командующий — Сюэ Юэ) в Сычуань и перенёс свою ставку в Чунцин, чтобы не допустить Красную армию в эту провинцию. Ему удалось создать сплошные заслоны на путях продвижения войск 1-го и 3-го фронтов Красной армии, которые вынуждены были, не достигнув Янцзы, вернуться в Цзуньи, по пути разгромив части преследовавших их гуйчжоуских войск. В течение марта-апреля 1935 года центральная армейская группа безостановочно шла на запад через южную часть провинции Гуйчжоу и восточную часть провинции Юньнань, стремясь выйти к переправе через Янцзы в её верховье. Преследуемая по пятам гоминьдановскими и гуйчжоускими войсками, она подвергалась постоянным налётам вражеской авиации.
На совещании ответственных работников ЦК КПК 10 марта 1935 года была создана руководящая тройка, ответственная за поход, в составе Мао Цзэдуна, Чжоу Эньлая и Ван Цзясяна. Чжоу Эньлай по-прежнему руководил военной стороной похода; к нему стекалась вся информация о противнике и действиях различных подразделений Красной армии.
Чан Кайши 24 марта перенёс свою ставку в Гуйян. Подразделения Красной армии, обойдя Гуйян, захватили в окрестностях города гоминьдановский аэродром и уничтожили находившиеся там вражеские самолёты и оборудование. Чтобы не нести потерь от беспрерывных бомбардировок с воздуха, центральная колонна Красной армии продвигалась к реке Цзиньша (верхнее течение Янцзы) в основном по ночам, вынужденная часто менять направление движения из-за гористой местности. Хотя все средства переправы через реку были уничтожены гоминьдановскими войсками, Лю Бочэн, уроженец Сычуани, прекрасно знавший местные условия, сумел организовать переправу на другой берег через бурную горную реку шириной около 210 м. Переправа заняла почти неделю и завершилась 3 мая 1935 года. В это время на южном берегу появились гоминьдановские войска. Чан Кайши 10 мая перенёс свою ставку из Гуйяна в столицу провинции Юньнань город Куньмин.

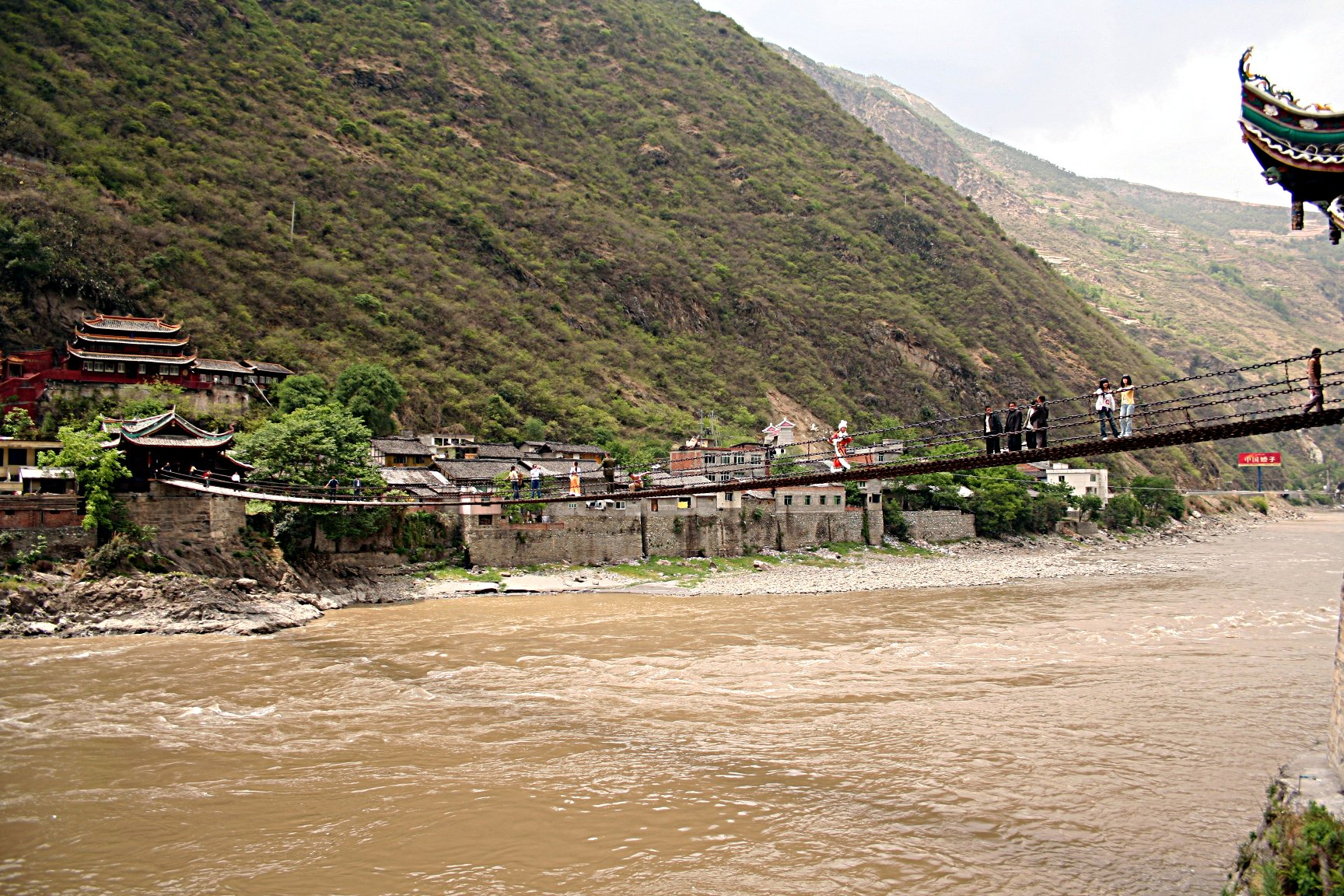
Мост Лудин

Дальнейший путь центральной колонны Красной армии проходил через районы провинции Сычуань, где проживала народность и. Благодаря Лю Бочэну Красной армии удалось установить дружественные отношения с местным населением и продвинуться на север, где предстояло преодолеть другую мощную водную преграду — реку Даду (приток реки Цзиньша). Чан Кайши, стремившийся не допустить вступления Красной армии в Сычуань, приказал перебросить крупные соединения юньнаньских и сычуаньских войск на восточный берег реки Даду, уничтожить все средства, пригодные для переправы, и усилить бомбардировку колонн Красной армии с воздуха.
29 мая 1935 года авангард Красной армии переправился по единственному висячему цепному мосту через реку Даду. В официальной историографии этот эпизод описан так: «Деревянный настил моста был уже на две трети разобран противником, а сохранившаяся часть облита керосином и подожжена. Восстановив мост, центральная колонна Красной армии переправилась через Даду, несмотря на постоянную воздушную бомбардировку».

## В советском районе Сычуань-Сикан

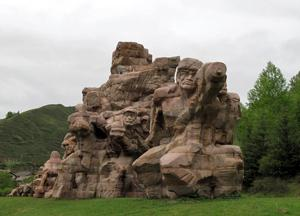
Памятник в г. Сунпань, Сычуань

Создав крупные заслоны, Чан Кайши вынудил Красную армию совершить окружной манёвр. Через три недели, преодолев снежные горные хребты и болота на границе с Тибетом, она вышла на соединение с 4-й армейской группой Красной армии в Моугуне (Западная Сычуань). Из-за трудностей высокогорного перехода, болезней не привыкших к холоду южан, недоедания, а также из-за постоянных стычек с отрядами враждебных китайцам местных жителей, армейская группа 1-го фронта Красной армии, прибывшая в Моугун, насчитывала всего около 20 тысяч человек.
15 июня 1935 года Мао Цзэдун, а также Сян Ин, Чжан Готао, Чжоу Эньлай и Ван Цзясян выпустили Воззвание с решительным осуждением захвата Японией Северного Китая и предательства Родины со стороны Чан Кайши.
29 июня ЦК КПК постановил активизировать антияпонскую пропаганду в войсках, в том числе и среди войск противника в занятых гоминьданом районах.
Руководство 4-й армейской группировки далеко не радушно встретило приход центральной колонны Красной армии. На заседании Политбюро ЦК КПК, состоявшемся 28 июня 1935 года, Чжан Готао в своём выступлении сделал основной упор на необходимости упрочения и расширения опорной советской базы Сычуань-Сикан. Мао Цзэдун же и другие участники совещания считали пограничный район Сычуань-Сикан временной базой, откуда, после отдыха, следовало продолжить путь на север, в Ганьсу-Шэньси. На заседании было решено провести реорганизацию Красной армии: центральная армейская колонна была официально названа 1-й фронтовой армией, а 4-я армейская группа Чжан Готао переименована в 4-ю фронтовую армию. Генеральным политкомиссаром объединённых фронтов Красной армии был назначен Чжан Готао, главнокомандующим — Чжу Дэ. Чжоу Эньлай к этому времени тяжело заболел и не вставал с носилок, на которых его несли бойцы.
За два месяца пребывания в пограничном районе Сычуань-Сикан частей обоих фронтов Красной армии взаимоотношения между ними заметно ухудшились из-за всё возраставших трудностей с размещением и снабжением войск и усиливавшихся личных разногласий между Чжан Готао и Мао Цзэдуном. Участники похода не могли достать соли, собирали недозревшие зёрна ячменя и других злаков, кору деревьев, различные коренья. Местное население (и, сифан), занимавшееся высокогорным земледелием и скотоводством, издавна враждебно относилось к китайцам. Кроме того, из-за недостатка провизии красноармейцы занимались реквизицией продовольствия у «притесняемых нацменьшинств», забирая скот, зерно, овощи, рис, масло. Поэтому местное население покидало свои жилища при приближении любых китайских войск, унося всё, что можно было унести из продовольствия и домашней утвари.
По решению, принятому на совещании в Лянхэкоу, объединённая Красная армия с конца июня 1935 года начала продвигаться на север. В первых числах августа в Маоэргае состоялось заседание Политбюро ЦК КПК, принявшее решение идти в Ганьсу-Шэньси для ведения войны на два фронта: против гоминьдановской реакции и против японской агрессии. Таким образом, выдвинутый ещё в Цзянси лозунг борьбы с Японией, носивший в тех условиях пропагандистский характер, получал реальное отражение в военных планах КПК и советского правительства.

## Разделение на две колонны
В июле 1935 года Генеральным штабом объединённой Красной армии было принято решение о разделении армии на две походные колонны, которые, двигаясь по различным параллельным маршрутам, должны были воссоединиться в провинции Ганьсу. Левая, или западная, колонна под командованием Чжу Дэ и Чжан Готао состояла из главных сил 4-го фронта Красной армии. При ней находился Генштаб. Колонна должна была следовать через обширное травянистое плоскогорье, образующее водораздел между бассейнами рек Янцзы и Хуанхэ, а затем повернуть к главному городу провинции Ганьсу — Ланьчжоу. Правая, или восточная, колонна в составе частей 1-го фронта под командой Сюй Сянцяня и Чэнь Чанхао, с которой следовали Мао Цзэдун, Чжоу Эньлай и другие члены советского правительства и ЦК КПК, а также О. Браун, должна была продвигаться по восточному краю этого плоскогорья и, перевалив через ряд заснеженных горных хребтов, тоже вступить в Ганьсу. Связь между колоннами должна была поддерживаться по радио. Путь правой колонны проходил по абсолютно безлюдной болотистой местности на высоте около 4000 м. Несмотря на летний период, в этих местах в течение дня несколько раз принимался лить холодный дождь, а по ночам выпадал снег. Запасы продовольствия быстро иссякли, приходилось пить сырую болотную воду, так как не было ни деревьев, ни кустарника, чтобы развести огонь. В результате многие заболели дизентерией и брюшным тифом. Достигнув предгорья Миньшаньского хребта, войска, прежде чем начать восхождение на горный перевал, остановились в городке Аси, чтобы отдохнуть и запастись продовольствием.
Левая колонна Чжан Готао и Чжу Дэ также испытывала большие трудности. Не сумев преодолеть разлившиеся на её пути бурные реки, она вынуждена была из-за нехватки продовольствия возвратиться назад, передав приказ о возвращении и правой колонне. Однако части 1-го фронта Красной армии, следовавшие в правой колонне, не подчинились приказу Чжан Готао, и под руководством Мао Цзэдуна и Чжоу Эньлая продолжили намеченный ранее маршрут. Подразделения же 4-й фронтовой армии, участвовавшие в движении правой колонны под командованием Сюй Сянцяня, повинуясь приказу Чжан Готао, повернули обратно и в районе Маоэргая соединились с левой колонной.

## Раскол между Чжан Готао и Мао Цзэдуном
Когда войска левой колонны вернулись в район Маоэргая, Чжан Готао сформировал там параллельный Центральный комитет партии и, не обращая внимания на протесты ряда членов ЦК КПК (Чжу Дэ, Лю Бочэна и др.), повёл свои войска обратно на юг, в провинцию Сикан, неся при этом тяжёлые потери.
8 сентября в Аси, в доме ещё больного Чжоу Эньлая состоялось совещание руководства 1-го фронта Красной армии, численность которого к тому времени составляла 9-12 тысяч человек. 12 сентября 1935 года в местечке Эцзе (провинция Ганьсу) прошло расширенное совещание ЦК КПК, осудившее раскольническую деятельность Чжан Готао. Командующим 1-м фронтом был назначен Пэн Дэхуай, политкомиссаром — Мао Цзэдун, начальником политуправления — Ван Цзясян. Было создано объединённое военное руководство из пяти человек (Мао Цзэдун, Чжоу Эньлай, Ван Цзясян, Пэн Дэхуай и Линь Бяо) и комитет по комплектованию и переформированию войск (О.Браун, Е Цзяньин, Дэн Фа, Цай Шуфань и Ло Май). 22 сентября на совещании командования, проходившем в местечке Хадабу под председательством Мао Цзэдуна, было решено следовать в Северную Шэньси, где соединиться с местными частями Лю Чжиданя и укрепить существующую там советскую базу.

## Через горы и снега
Дальнейший поход проходил под лозунгом борьбы против Японии, в связи с чем 1-й фронт Красной армии стал именоваться Антияпонским авангардом. Его путь пролегал через снежный хребет Миньшань на границе Сычуани и Ганьсу, где пришлось вести бои с местными войсками мусульманских милитаристов из семейства Ма, сотрудничавших с гоминьданом. Затем колонна повернула на северо-запад, и под Миньсянем встретилась с войсками 25-го корпуса Красной армии под командованием Сюй Хайдуна (укомплектованный преимущественно молодёжью, он назывался «пионерским»). После соединения в Миньсяне 25-й корпус Сюй Хайдуна шёл в авангарде армии 1-го фронта, отбивая атаки кавалерии мусульманского генерала Ма Хунбина.
В провинции Шэньси, куда следовала Красная армия 1-го фронта, дислоцировалась отступавшая из Маньчжурии после её захвата японцами 50-тысячная Северо-восточная армия маршала Чжан Сюэляна и 17-я армия Северо-западных войск губернатора Шэньси генерала Ян Хучэна. Несмотря на приказы Чан Кайши, они не вели активных боевых действий против советского района и частей Красной армии.
26 сентября 1935 года Чан Кайши прилетел в Сиань и учредил там Северо-западный штаб по истреблению коммунистов. Себя он назначил главнокомандующим войсками провинций Шэньси, Ганьсу, Нинся, Цинхай и Шаньси, а маршала Чжан Сюэляна — своим заместителем и исполняющим обязанности начальника штаба.

## Завершение похода основной колонны

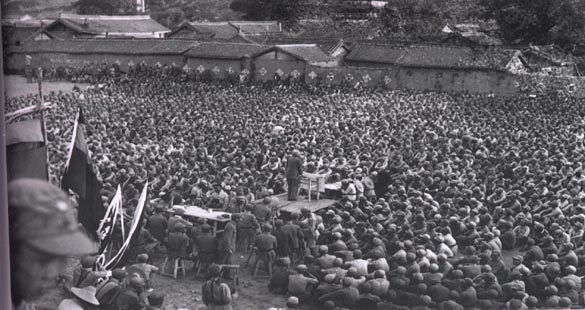
Митинг красноармейцев, выживших после Великого похода

В середине октября 1935 года войска 1-го фронта провели свой последний бой с противником у самой границы советского района Северной Шэньси, где им преградила путь кавалерийская бригада 17-й армии Ян Хучэна. Через два дня они достигли города Баоань, одного из центров советского района Северной Шэньси, где состоялась их встреча с командиром 15-го корпуса Красной армии Лю Чжиданем.
В Баоане штабная и обозная колонны 1-го фронта отделились от боевых частей и направились в Ваяобао, уездный город северной Шэньси, где находились советская администрация и местный партком КПК.
20 октября 1935 года, ровно через год после прорыва блокады в Цзянси, Красная армия завершила в Ваяобао свой исторический Великий поход. Её численность к концу похода составляла не более 7-8 тысяч человек, среди них лишь 4 тысячи участников похода, выступивших из Центрального советского района в Цзянси. Но это были закалённые в боях кадры, которые составили костяк партии и армии в войне против Японии, а затем — в гражданской войне. Красная армия прошла с непрерывными боями свыше 10 тысяч километров, пересекла 12 провинций, преодолела 18 горных цепей, форсировала 24 крупные реки и зыбкие травяные болота.

## Судьба колонны Чжан Готао
В июне 1936 года в район Ганьцзы (провинция Сикан), куда отступили войска 4-го фронта под командованием Чжан Готао, пришли войска 2-го фронта, возглавляемые Хэ Луном и Жэнь Биши. Прорвав в ноябре 1935 года блокаду гоминьдановцев вокруг советского района Хунань-Хубэй-Сычуань-Гуйчжоу, они по решению ЦК КПК направились через провинции Гуйчжоу и Юньнань на северо-запад Китая. Им удалось убедить Чжан Готао продолжить поход уцелевших войск 4-го фронта (бывшей левой колонны) на северо-запад на соединение с войсками 1-го фронта (бывшей правой колонны).
В середине октября 1936 года Чжан Готао сформировал из войск 4-го фронта Красной армии так называемую «армию западного направления» численностью в 20 тысяч человек и повёл её вопреки решению ЦК КПК на запад, в провинцию Синьцзян. Этот новый акт сепаратистских действий Чжан Готао нанёс огромный ущерб Красной армии. Армия западного направления Чжан Готао была окружена войсками местных мусульманских милитаристов из семейства Ма в районе Гаотайцзи (провинция Ганьсу) и полностью разгромлена. Только небольшой группе (800 человек) личного состава удалось в конце концов прорваться в Синьцзян.
Другая часть войск 4-го фронта и войска 2-го фронта после трудных боёв в октябре-ноябре 1936 года всё же прорвались в советский район Шэньси-Ганьсу, где соединились с главными силами Красной армии. На этом закончился Великий поход Красной армии Китая.

## Память
- Ракеты-носители серии Чанчжэн